# Actinote oaxaca
Actinote oaxaca är en fjärilsart som beskrevs av Miller 1979. Actinote oaxaca ingår i släktet Actinote och familjen praktfjärilar. Inga underarter finns listade i Catalogue of Life.